# Polypedilum obscurum
Polypedilum obscurum är en tvåvingeart som beskrevs av Guha och Chaudhuri 1982. Polypedilum obscurum ingår i släktet Polypedilum och familjen fjädermyggor. Inga underarter finns listade i Catalogue of Life.